# Jan Voorberg

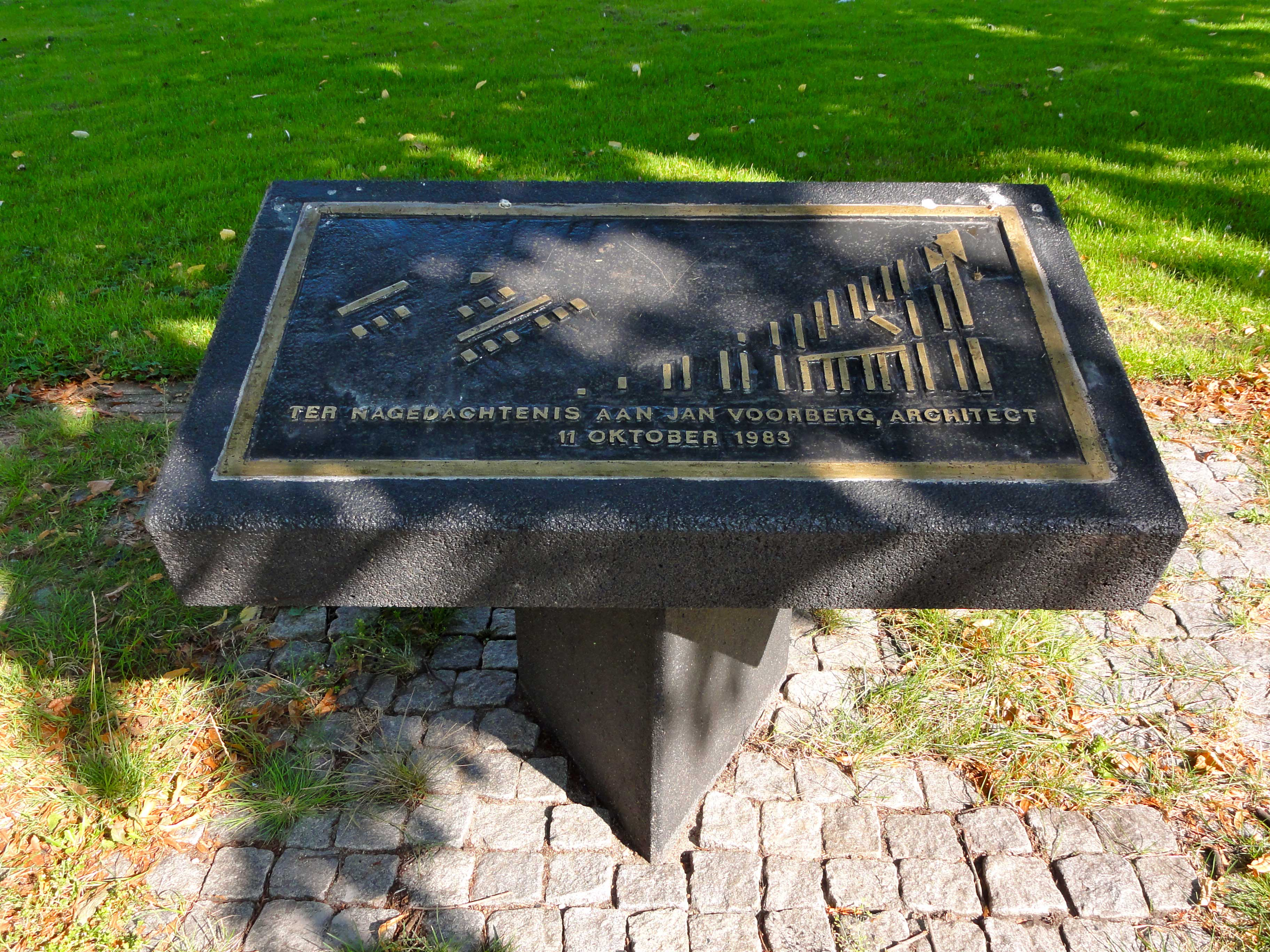
Gedenksteen in 2012

Jan H.B. Voorberg (Naaldwijk, 9 juni 1944 – Rio de Janeiro, 11 oktober 1983) was een Nederlands architect.
Hij was zoon van Lambertus Johannes Voorberg (broer van dirigent Marinus Voorberg) en Ger Kruijthof.
Hij kreeg een opleiding van bouwkundig tekenaar en niet als architect. Als autodidact startte hij als zelfstandig architect, maar was tevens tijdens het seizoen 1972-1973 assistent bij Jaap Bakema tijdens diens periode aan de Technische Universiteit Delft. Hij gaf allerlei les en lezingen, gastcolleges. Voorberg was betrokken bij de nieuwbouw van de gebouwen voor de Tweede Kamer der Staten-Generaal rond 1980. Hij zag meer in het ontwerp van een beginnende Rem Koolhaas dan in het ontwerp van Pi de Bruijn. Hij vormde niet veel later een maatschap met Rem Koolhaas, dat zou uitgroeien tot Office for Metropolitan Architecture (OMA). De samenwerking leverde de inrichting en bouw van IJplein en de buurt met dezelfde naam op, zowel stedenbouwkundig als architectonisch.
Jan Voorberg ging in het najaar van 1983 op vakantie naar Brazilië. Hij bracht daarbij een bezoek aan Rio de Janeiro. Tijdens een strandwandeling werd hij overvallen; hij werd beroofd van geld en paspoort. Toch wilde hij een aantal dagen later het beroemde beeld Christus de Verlosser bezichtigen. Daarbij was hij wederom slachtoffer in een gewapende overval en liet daarbij het leven. Toen de plaatselijke politie hem vond, was hij nog in leven, maar onderweg naar het ziekenhuis overleed hij aan zijn verwondingen. Zijn overlijden was landelijk nieuws. Voorberg liet een groot fotoarchief van gebouwen over de gehele wereld na, nog uitgezocht door zijn zuster Aga Voorberg. 
Voor hem staat op het plein IJplein, daar waar het Hollanda Kattenbrugpad loopt, een gedenkteken bestaande uit een plattegrond van de buurt.